# 川金ホールディングス
株式会社川金ホールディングス（かわきんホールディングス）は、2008年10月1日に設立された川金ホールディングスグループの持株会社。前身は川口金属工業（東証2部 5608、1961年上場）。

## 概要
鋳物の街として知られる川口市を代表する鋳造会社の川口金属工業が2008年に60周年を契機にグループ持株会社として設立した。素形材事業、土木建築機材事業、産業機械事業などの分野において事業展開を行っている。
2016年10月、東理ホールディングス（現在のエルアイイーエイチ）の子会社で、アルミダイカストの先進メーカーとして知られる東京理化工業所（現在の川金ダイカスト工業）の株式を東理ホールディングスより取得し、子会社化した。川金ホールディングスでは、東京理化工業所の取り扱うアルミダイカストを製品ラインナップに加えることにより、提供できる材質や形状をさらに拡充させることで、より包括的な受注活動を目指していくとしている。
当社の主幹事証券会社はSMBC日興証券、副幹事証券会社は東海東京証券が、株主名簿管理人は三井住友信託銀行がつとめている。メインバンクにはみずほ銀行を、その他の主な取引銀行には三井住友銀行、埼玉りそな銀行及び三菱UFJ銀行が選ばれている。

## 子会社
- Kawakin USA, Inc.
- 川口金属工業
- 特殊メタル
- 川口金属加工
- 林ロストワックス工業
- 大連(林)精密鋳造有限公司
- 川金ダイカスト工業
- 川金コアテック
- 川金コアテックベトナム有限会社
- 川金テクノソリューション
- ノナガセ
- DYNAMIC ISOLATION SYSTEM
- 光陽精機
- 松田製作所
- 川金ビジネスマネジメント
- 川金金融

## 沿革
- 1948年（昭和23年） - 川口金属工業株式会社（現在の株式会社川金ビジネスマネジメント）を設立。
- 1961年（昭和36年） - 株式を東京証券取引所市場第2部に上場。
- 2008年（平成20年）10月 - 株式会社川金ホールディングスを設立。
- 2013年（平成25年）3月 - 免震構造の本社ビルを現在地に新築移転。
- 2016年（平成28年）
  - 3月 - アメリカ合衆国ネヴァダ州に、Kawakin USA, Incを設立。
  - 8月 - 東理ホールディングス（現在のエルアイイーエイチ）より東京理化工業所（現在の川金ダイカスト工業）の株式を譲り受け子会社化[3]。
- 2018年（平成30年）10月 - グループ企業が免震・制震装置の検査データを改ざんしていたと発表[4]。影響は26都道府県や海外の計93件の建物に及んだ[4]。
- 2020年（令和2年）11月18日 - SSホールディングスによる株式公開買付けが成立[5]。
- 2021年（令和3年）
  - 2月17日 - 東京証券取引所市場第2部上場廃止[6]。
  - 2月19日 - 株式併合により、SSホールディングスの完全子会社となる。